# Humayd al-Àrqat
Humayd al-Àrqat fou un poeta àrab de la meitat del període omeia (vers 715).
Va escriure poemes en diversos metres, entre els quals un dedicat a al-Hajjaj.